# Šluchat Salmon
Šluchat Salmon (hebrejsky: שלוחת שלמון) je hora o nadmořské výšce cca 600 metrů v centrálním Izraeli, v pohoří Judské hory.
Nachází se cca 11 kilometrů jihozápadně od centra Jeruzaléma, cca 12 kilometrů východně od města Bejt Šemeš a cca 2 kilometry severovýchodně od obce Mevo Bejtar. Má podobu zčásti zalesněného srázu, který na jihu a východě prudce spadá do kaňonu vádí Nachal Refa'im, podél kterého vede železniční trať Tel Aviv-Jeruzalém. Pás strmých strání lemujících údolí Nachal Refa'im pokračuje oběma směry odtud. Na východě je to Šluchat Kobi, na západě Har Refa'im. Na severu se táhne podobný pás vyvýšenin, který odděluje kaňon Nachal Refa'im od paralelně probíhajícího potoka Sorek. Stojí nad ním vrchy Har Salmon či Reches Sorek.